# Foveosculum rungweense
Foveosculum rungweense är en stekelart som beskrevs av Heinrich 1967. Foveosculum rungweense ingår i släktet Foveosculum och familjen brokparasitsteklar. Inga underarter finns listade i Catalogue of Life.